# Бельгийская рабочая партия

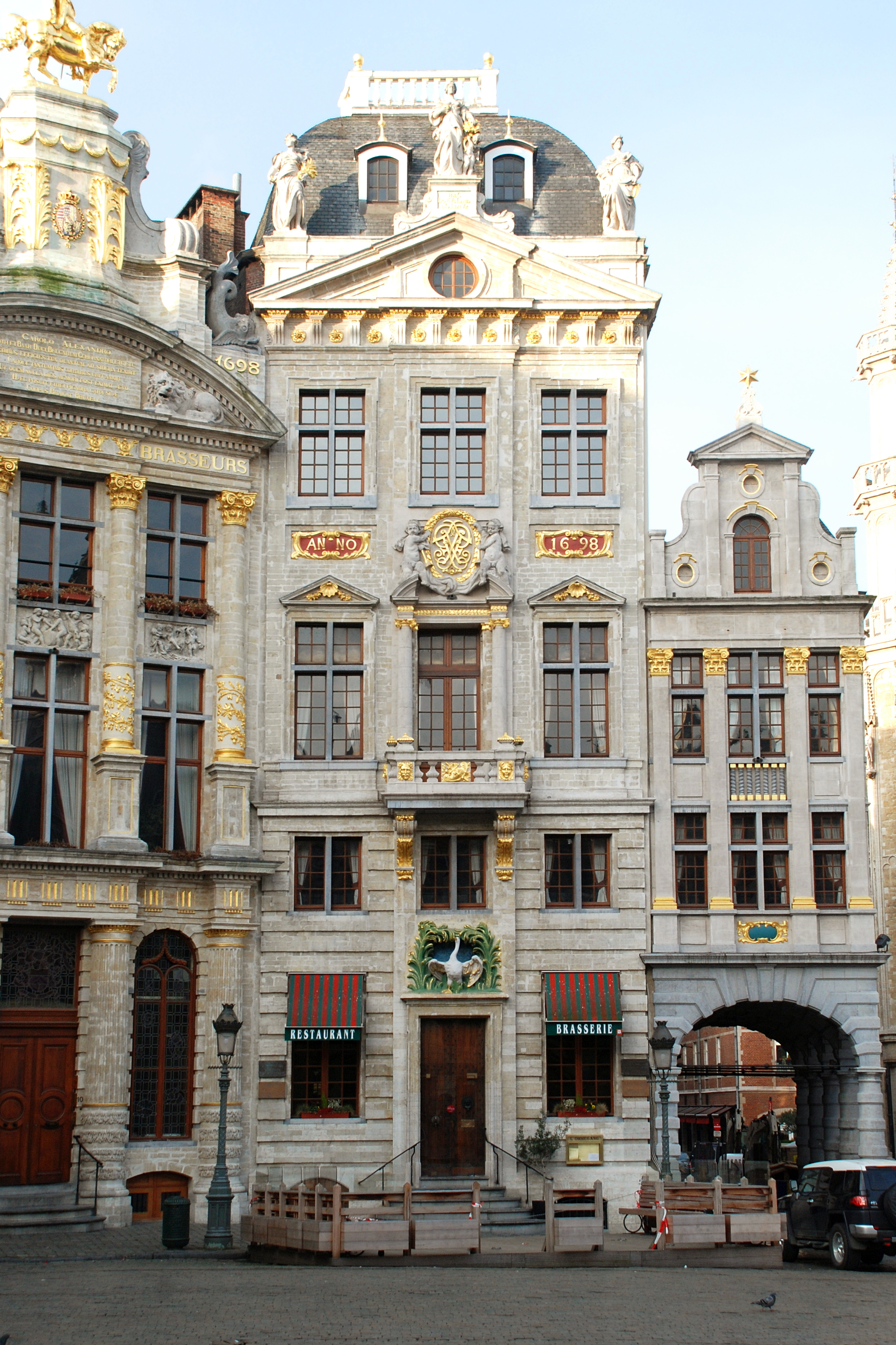
Кафе De Zwaan, где состоялся учредительный съезд БРП

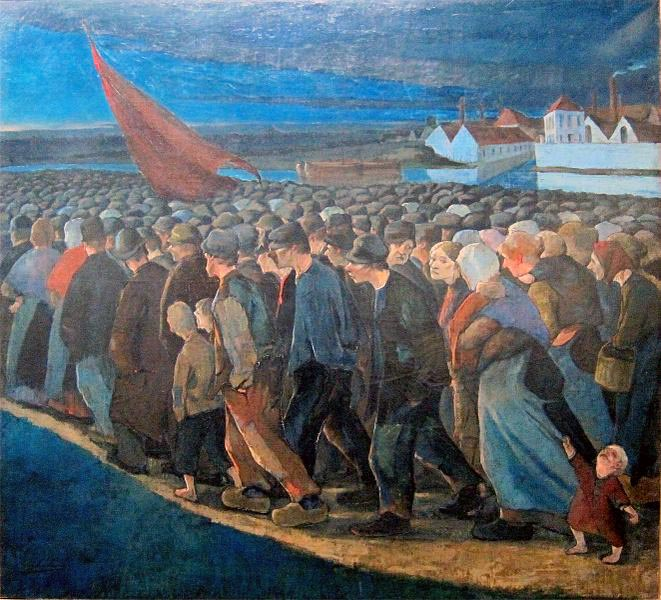
Эжен Ларманс. «Вечер забастовки» (Un soir de grève). Картина, изображающая политическую стачку 1893 года

Бельгийская рабочая партия (БРП, нидерл. Belgische Werkliedenpartij, BWP; фр. Parti Ouvrier Belge, POB) — первая крупная социалистическая политическая партия в Бельгии. Основанная в 1885 году и распущенная после нацистской оккупации в 1940 году, после Второй мировой войны в 1945 году возрождена как Бельгийская социалистическая партия. Руководящими деятелями партии в разные периоды были Эмиль Вандервельде, Камиль Гюисманс, Хендрик де Ман, Поль-Анри Спаак, Луи де Брукер, Август Вермейлен, Жюль Дестре.

## История

### Создание партии
Основана на встрече 112 рабочих в апреле 1885 года в зале кафе De Zwaan на Гран-Плас в Брюсселе — в том же месте, где собирался Первый Интернационал, а Карл Маркс составил «Манифест Коммунистической партии». Образована по инициативе Брюссельского рабочего союза посредством слияния Бельгийской социалистической партии Эдуарда Ансееле (в свою очередь созданной в 1879 году возникшими в 1877 году Фламандской социалистической и Брабантской социалистической партий) с другими объединениями и группами рабочего класса.
При этом её членами были в основном ремесленники, а не индустриальные пролетарии из промышленных центров (за исключением Гента). При разработке программы для новой партии опасались, что слишком радикальная программа будет сдерживать рабочих от вступления в неё. Исходя из этого, было решено, что в названии партии не будет упоминаться слово социализм, точку зрения чего также отстаивал Сезар де Пап (1841—1890), пытавшийся объединить в единой организации марксистов и анархистов. Более того, вскоре после основания БРП из её рядов были исключены радикальные активисты, связанные с забастовкой 1886 года — например, Альфред Дефюиссо, основавший Республиканскую социалистическую партию, к столетию Французской революции 1789 года воссоединившуюся с БРП.
В начальный период своего существования БРП, наряду с развёртыванием движения за удовлетворение экономических требований трудящихся, основное внимание уделяла борьбе за всеобщее избирательное право. Вела её БРП путём всеобщих политических стачек, наиболее известной из которых была политическая стачка 1893 года. Проходившие вслед за ней уже на основе нового избирательного закона парламентские выборы октября 1894 года принесли БРП успех: 28 из 152 избранных депутатов парламента были её членами.
В 1894 году X съезд БРП, состоявшийся в Кареньоне (вместо изначально планировавшегося Монса, где в 1893 году гвардейцы учинили бойню бастующих рабочих, расстреляв от 13 до 20 человек) принял т. н. Декларацию принципов, или Кареньонскую хартию, остававшуюся доктринальной основой для бельгийских социалистов с 1894 до 1979 года. Её положения совмещали как марксистские элементы, так и свидетельствовавшие о влиянии на бельгийский социализм анархизма в его прудоновском излёте.

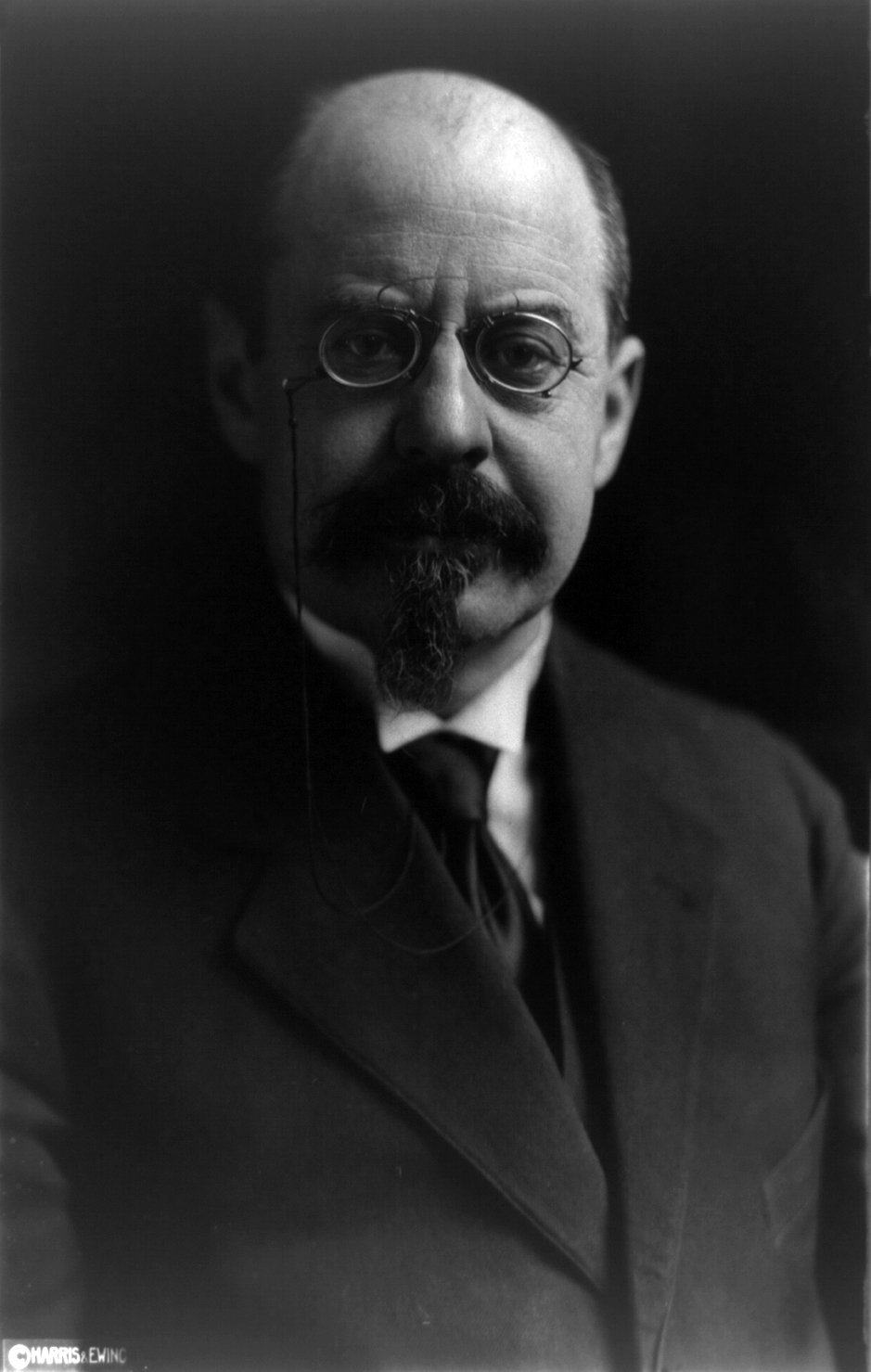
Эмиль Вандервельде

Камиль Гюисманс

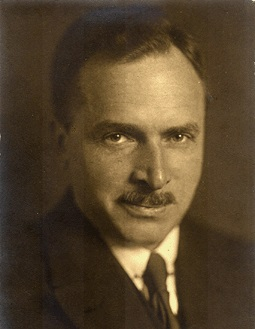
Хендрик де Ман

### Участие в правительствах
С конца 1890-х годов у БРП усиливалась реформистская ориентация, сосредотачивавшая партию на парламентской работе, а также деятельности в кооперативах и в кассах взаимопомощи. Подъём рабочего движения в европейских странах вызвал активизацию внепарламентской деятельности и бельгийских социалистов: всеобщая политическая стачка в апреле 1913 года под руководством БРП собрала 450 тысяч участников, численность же самой партии к 1914 году достигла 392 тысяч членов.
Однако в разразившейся Первой мировой войне БРП заняла яро социал-шовинистические позиции, первой в международной социал-демократии объявив о поддержке своего буржуазного правительства на основании соображений патриотического единства. О новой ориентации партии, идущей вразрез с довоенными установками Второго интернационала, красноречиво свидетельствовало поведение лидера БРП и Интернационала Эмиля Вандервельде, вошедшего в правительство (где в период с 1914 по 1937 неоднократно будет занимать министерские посты).
До 1919 года окружная система на бельгийских выборах делала практически невозможной для рабочей партии получение мест в парламенте во Фландрии, а лидер гентского социализма Эдуард Ансееле избирался в Льеже. После 1919 года всеобщее избирательное право (для мужского населения) и пропорциональное представительство значительно увеличили парламентскую силу партии, и она участвовала в нескольких правительствах.
Так, уже на выборах 1919 года Бельгийская рабочая партия получила 36,6 % голосов и увеличила свое парламентское представительство с 26 до 70 мест. Этого было достаточно, чтобы лишить Католическую партию большинства, которым та располагала с 1884 года, и заставить её сформировать правительственную коалицию с социалистами. Бельгийская рабочая партия использовала эту возможность, чтобы провести такие реформы, как отмена запрета на пикеты, восьмичасовой рабочий день, пенсии по старости, налог на наследство и пропорциональный подоходный налог.
Одновременно курс верхушки партии на классовое сотрудничество и участие в буржуазных правительствах вызывали недовольство ряда низовых организаций 631-тысячной (по состоянию на 1921 год) БРП. Среди них была образовавшаяся в 1919 году под влиянием Октябрьской революции в России внутри партии и руководимая Жозефом Жакмоттом интернационалистская группа «Друзья эксплуатируемого» («Эксплуате» («Exploité») — название издания левых социалистов). В феврале 1921 года она проголосовала за присоединение к Коминтерну, в мае вышла из БРП и в сентябре вместе с Бельгийской коммунистической партией художника Вар ван Оверстратена послужила основой для создания Коммунистической партии Бельгии (КПБ). В том же году под давлением снизу съезд БРП потребовал выхода ее представителей из правительства.
После выборов 1925 года, на которых БРП завоевала 820 650 голосов (39,44 %) и провела в парламент 79 своих депутатов, партия вновь участвовала в коалиционном правительстве (до 1927 году). В 1930-х в партии проявлялись кризисные явления сразу по ряду вопросов; её численность в начале десятилетия снизилась до 551 тыс. членов.
Усиливались позиции элементов, во главе которых стоял Хендрик де Ман (председатель партии после смерти Вандервельде в 1938 году) — тот, хотя и был вынужден покинуть Германию после прихода к власти нацистов (а его книги подвергались там сожжению), но всё более подвергался критике за опасную близость к фашизму. В 1933 году он предложил «План де Мана», сопоставимый с «Новым курсом» Франклина Делано Рузвельта и предлагавший в качестве средства для искоренения безработицы плановую экономику, однако разгромленный левыми критиками (включая Льва Троцкого в статье «Ревизионизм и планирование»).
В 1934—1935 году правое руководство БРП отвергло идею «Народного фронта» с коммунистами и пошло на соглашение с буржуазными партиями, вступив в марте 1935 года в кабинет Поля ван Зеланда. Лидеры БРП — министр иностранных дел Поль-Анри Спаак и де Ман, бывший поочерёдно министром труда, финансов и без портфеля — под давлением реакционных сил вокруг короля Леопольда III фактически отказывались от активного противодействия распространению гитлеровской агрессии.

### Вторая мировая война. Крах и воссоздание партии
Политическая линия руководства БРП накануне Второй мировой войны привела к дальнейшему снижению её влияния в массах, и на выборах 1939 года партия потеряла значит. число голосов избирателей. В июне 1940 года, после оккупации Бельгии гитлеровскими войсками, председатель БРП де Ман пошел на сотрудничество с оккупантами. Он издал манифест, в котором приветствовал «низложение парламентского режима и капиталистической плутократии», распустил партию и создал вместо нее «Союз работников умственного и физического труда», ориентировавшийся на нацистский Германский трудовой фронт и призванный привлечь бельгийских трудящихся к обслуживанию немецкой военной машины. Коллаборационизм де Мана не возымел большого успеха среди бельгийских трудящихся, однако дезорганизовал некоторые их слои и в известной степени задержал их вступление в Движение Сопротивления.
С другой стороны, большая группа руководящих деятелей БРП, в том числе Спаак и Анри Роллен, эмигрировала в Лондон, где находилось бельгийское правительство в изгнании Юбера Пьерло. Представители БРП, вошедшие в его состав в 1939 году, в течение всей войны занимали в нём ведущие посты. В самой Бельгии в период оккупации (1940—1944) отдельные группы социалистов, главным образом в валлонских районах, издавали нелегальные газеты, собирали средства в пользу лиц, скрывавшихся от отправки на принудительные работы в Германию, организовывали акты саботажа на промышленных предприятиях и на транспорте.
В августе 1941 года в Бюрно-Ривьере (провинция Намюр) состоялся нелегальный съезд БРП, на котором присутствовали представители ряда существовавших в условиях подполья групп социал-демократии. Съезд провозгласил восстановление распущенной де Маном БРП под названием Бельгийской социалистической партии (БСП) и руководством Ахилла ван Аккера.
Однако окончательное восстановление партии произошло уже после войны в июне 1945 года на т. н. «Съезде победы», подтвердившем Кареньонскую декларацию принципов 1894 года — БСП объединила большинство бывших членов БРП.
Партия была членом Социалистического рабочего Интернационала с 1923 по 1940 год.